# 邮资封

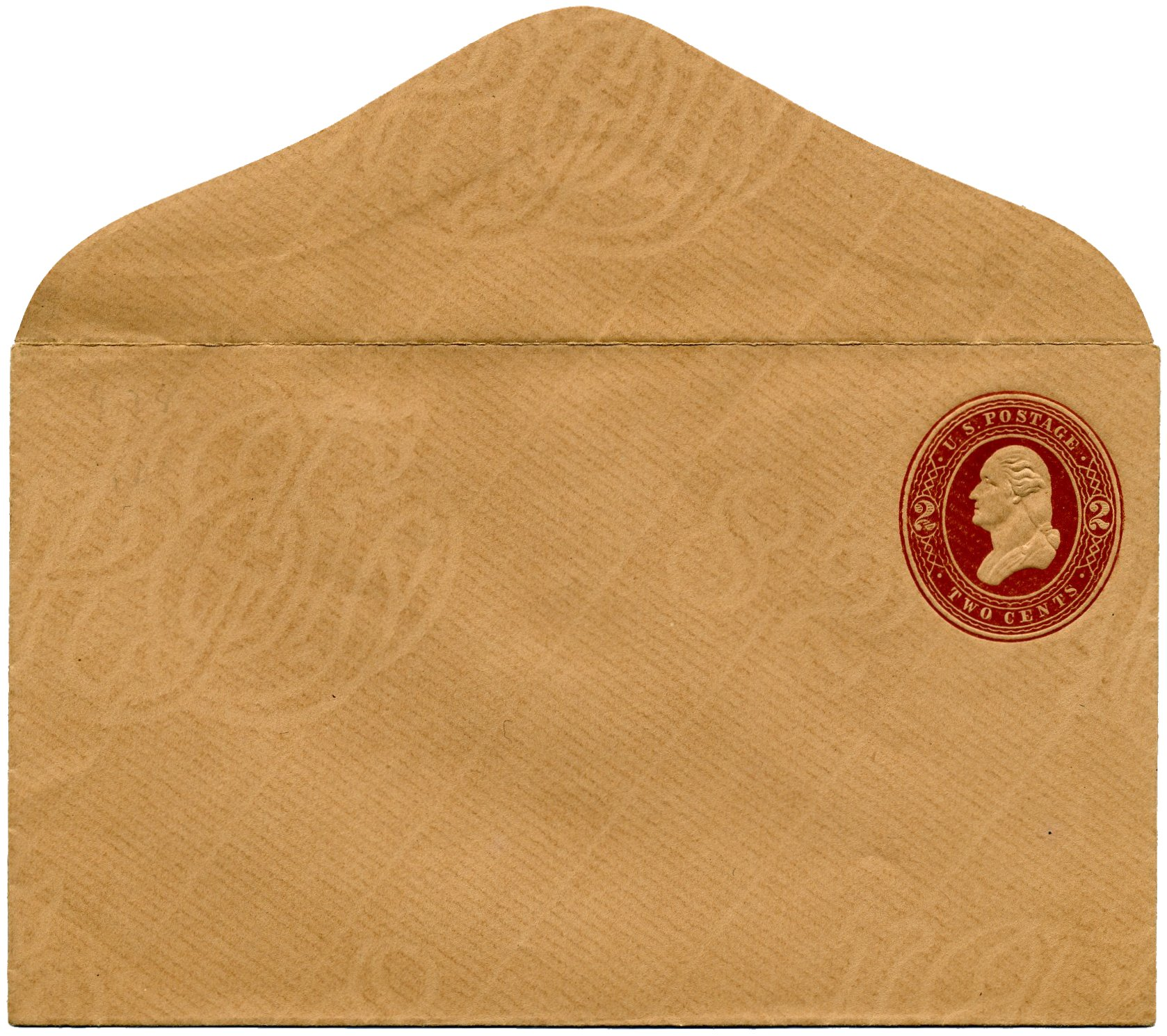
一枚美国邮资封

邮资信封（英語：stamped envelope）或“邮用信封”（英語：postal stationery envelope (PSE)）简称“邮资封”，属邮政用品的一种。邮资封是右上角印有邮资图案的信封，使用这种信封寄信，如果邮资图案上的面值已经满足所需的邮资，就不用再贴邮票。邮资封是集邮组集里不可缺少的集邮品。
邮资封和邮票一样是有价证券，因为票封一体，文化涵盖比单枚邮票价值更高，所以更具有收藏价值。如中国国家邮政局于2008年发行的圣诞节国际邮资节日封，就因为英文“CHRISTMAS”（圣诞节）漏印了字母“R”，邮寄到世界各国引起了国外集邮界的一片哗然和轰动，这枚珍贵的邮资封也因错得福，成为收藏家炙手可热的珍邮。